# Extreme nuclear transient
Extreme Nuclear Transients (ENT) sind in der Astronomie kosmische Explosionen, die extrem viel Energie freisetzen, tausendfach so viel wie bei Supernovaexplosionen. Als Ursache wird angenommen, dass ein supermassereiches Schwarzes Loch in einem aktiven Galaxienkern einen massereichen Stern auseinanderreißt.

## Entdeckung
Die Entdeckung von ENT-Ereignissen wurde von einem Forschungsteam um den Studienleiter Jason Hinkle an der Universität Hawaii gemacht und 2025 veröffentlicht. Zuerst waren den Forschern die gigantischen Explosionen in Zentren entfernter Galaxien in Daten des ESA-Weltraumteleskops Gaia aufgefallen. Sie untersuchten die Ausbrüche auch anhand von Archivaufnahmen anderer Teleskope. 
Vergleichend analysiert wurden die drei Ereignisse „AT2021lw“ im Jahr 2021 sowie „Gaia16aaw“ und „Gaia18cdj“ in den Jahren 2016 und 2018. Gemeinsam war ihnen, dass die Lichtkurven der Eruptionen einen rund 100 Tage langen Anstieg bis zu ihrer maximalen Helligkeit hatten und nach mehr als 150 Tagen um die Hälfte verblasst waren. Der acht Milliarden Lichtjahre entfernte Ausbruch „AT2021lw“ war die energiereichste je beobachtete komische Explosion, die über Jahre anhielt. Zur Ursache der Explosion hatten die Forschenden zunächst keine Erklärung. Auch das Ereignis „Gaia18cdj“ von 2018 setzte 25 Mal so viel Energie frei, wie die stärkste bekannte Supernova. Innerhalb eines Jahres sei so viel Energie ausgestoßen worden, wie 100 Sonnen über eine Lebensdauer von zehn Milliarden Jahren ausstoßen würden. ENT-Ereignisse sind im Vergleich mit Supernovae millionenfach seltener und setzen tausendfach mehr Energie frei. Sie sind zehnmal heller als gewöhnliche Tidal Disruption Events. 
Forscher der Universität Hawaii bezeichneten die Ereignisse als die „größten Explosionen seit dem Urknall“.

## Erklärungsansatz
Nach Ansicht der Forscher der Universität Hawaii erfolgt ein ENT-Ereignis, wenn ein Stern mit drei bis zehn Sonnenmassen von einem supermassereichen Schwarzen Loch von etwa 100 Millionen Sonnenmassen zerstört wird.